# Cerapachys larvatus
Cerapachys larvatus é uma espécie de formiga do gênero Cerapachys.